# Pittosporum undulatum
Pittosporum undulatum Vent., conhecido pelo nome comum de pitósporo-ondulado, incenso ou faia-do-norte (Açores), é uma árvore que cresce até aos 15 m de altura (mesofanerófito), com folhas alongadas e onduladas nas margens (daí o epíteto específico undulatum), invasora em muitas regiões temperadas húmidas. É utilizado como abrigo, suportando bem as podas, e como ornamental já que as folhas lustrosas e perenes lhe dão uma particular beleza, a que se associa a flor de um odor agradável e perceptível a longa distância, embora apenas intenso durante a noite.

## Características
O incenso é uma árvore que atinge até 10 m de altura, e ocasionalmente os 12 a 15 m em locais húmidos e abrigados do vento. O tronco tem casca cinzenta, tendo forma irregular, com forte nodosidade na zona de inserção dos ramos e imediatamente abaixo desta.
A copa é piramidal, formando uma canópia com 3 a 5 m de diâmetro.
As folhas são perenes, ovado-lanceoladas, agudas, de margem ondulada (o que dá o nome à espécie). As folhas quando esmagadas produzem um odor pungente.
As flores agrupam-se em cimos, com pétalas brancas, lanceoladas. As flores emitem durante a noite e madrugada um cheiro suave mas intenso, que pode ser facilmente percebido a centenas de metros da árvore.
Os frutos são cápsulas obovóides, glabras, bivalves, que de verde glauca passam a cor de laranja intenso quando maduros. Os frutos são resinosos, possuindo um forte odor.
A floração ocorre entre nos primeiros meses da Primavera e a frutificação entre no início do Verão. No início do Outono os frutos abrem espontaneamente libertando as sementes. Uma árvore adulta de grande porte chega a produzir até 37.500 sementes.
O Pittosporum undulatum é originário das áreas húmidas da costa oriental da Austrália, mas teve a sua área de implantação drasticamente expandida após a colonização europeia. É uma árvore de crescimento extremamente rápido, colonizando rapidamente áreas desflorestadas, transformando-se numa séria praga em várias regiões onde foi introduzida, como as Caraíbas, o Hawaii, os Açores, a Madeira e o sul do Brasil. Mesmo na região de Sydney, área onde a planta é nativa, o P. undulatum expandiu-se para solos e formações vegetais que anteriormente não ocupava, eliminando por competição muitas das espécies que naturalmente ocorriam nesses habitats.
A espécie apresenta um comportamento ecológico oportunista, aproveitando as alterações ambientais resultantes da actividade humana, como sejam a fragmentação dos habitats, o enriquecimento dos solos com nutrientes e a supressão dos fogos florestais. Ao contrário de muitas das plantas que com ele competem, o P. undulatum tira partido da existência de altos níveis de nutrientes no solo e as suas sementes germinam sem necessidade de fogo. Apresenta elevado grau de fitotoxicidade para com outras plantas, não permitindo que na sua proximidade se desenvolvam outras espécies.

## Galeria

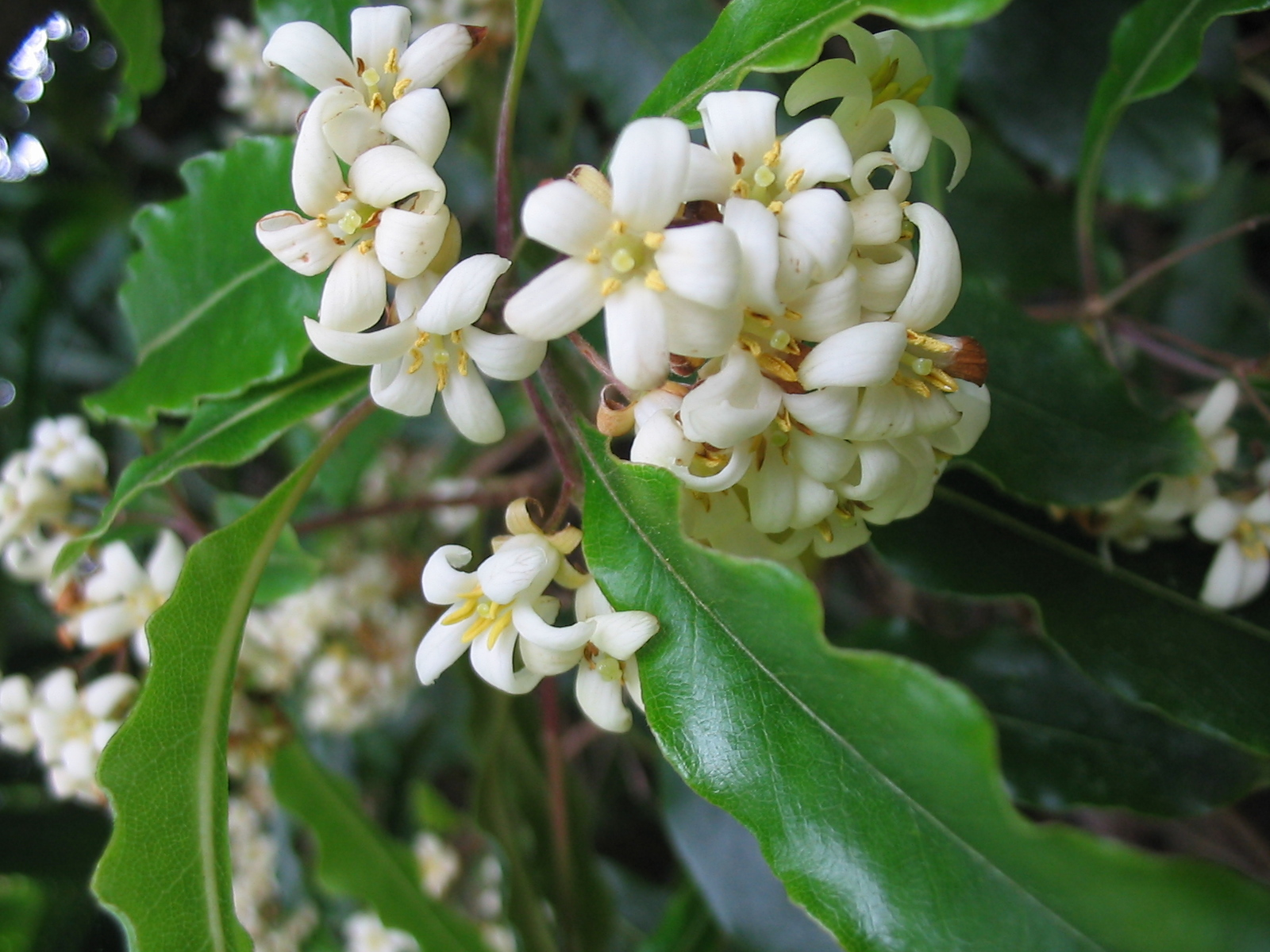
Detalhe das flores.
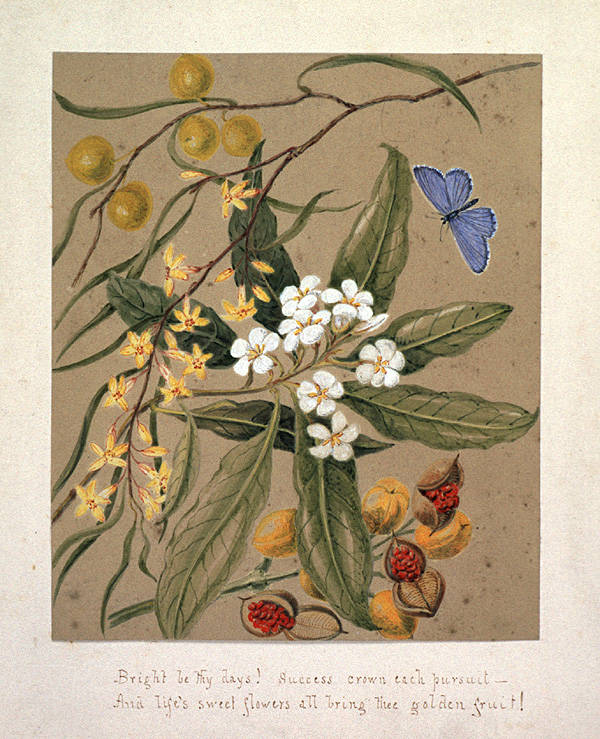
Pittosporum undulatum (ilustração de Louisa Anne Meredith, ca. 1860).
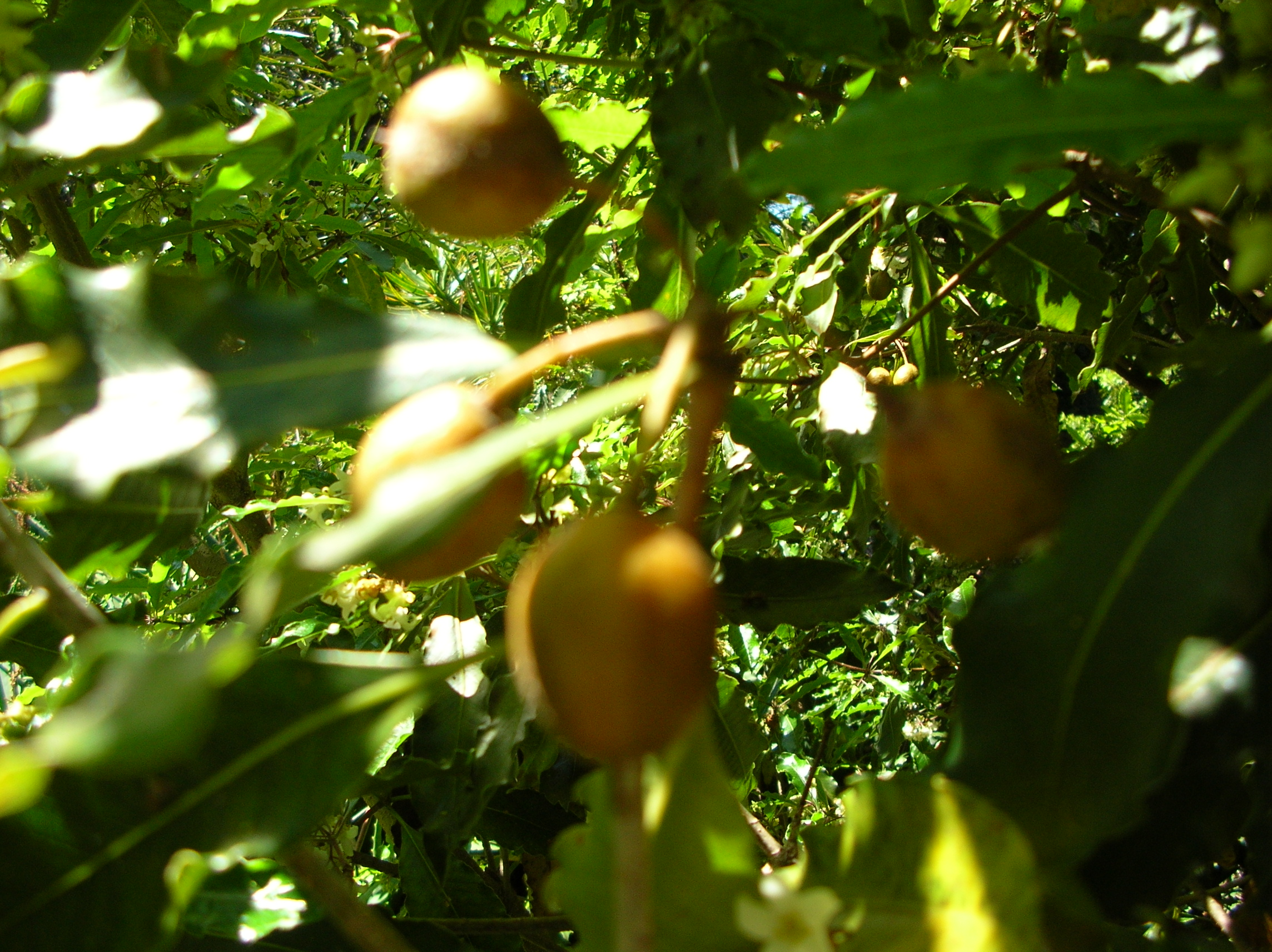
Folhas e frutos.
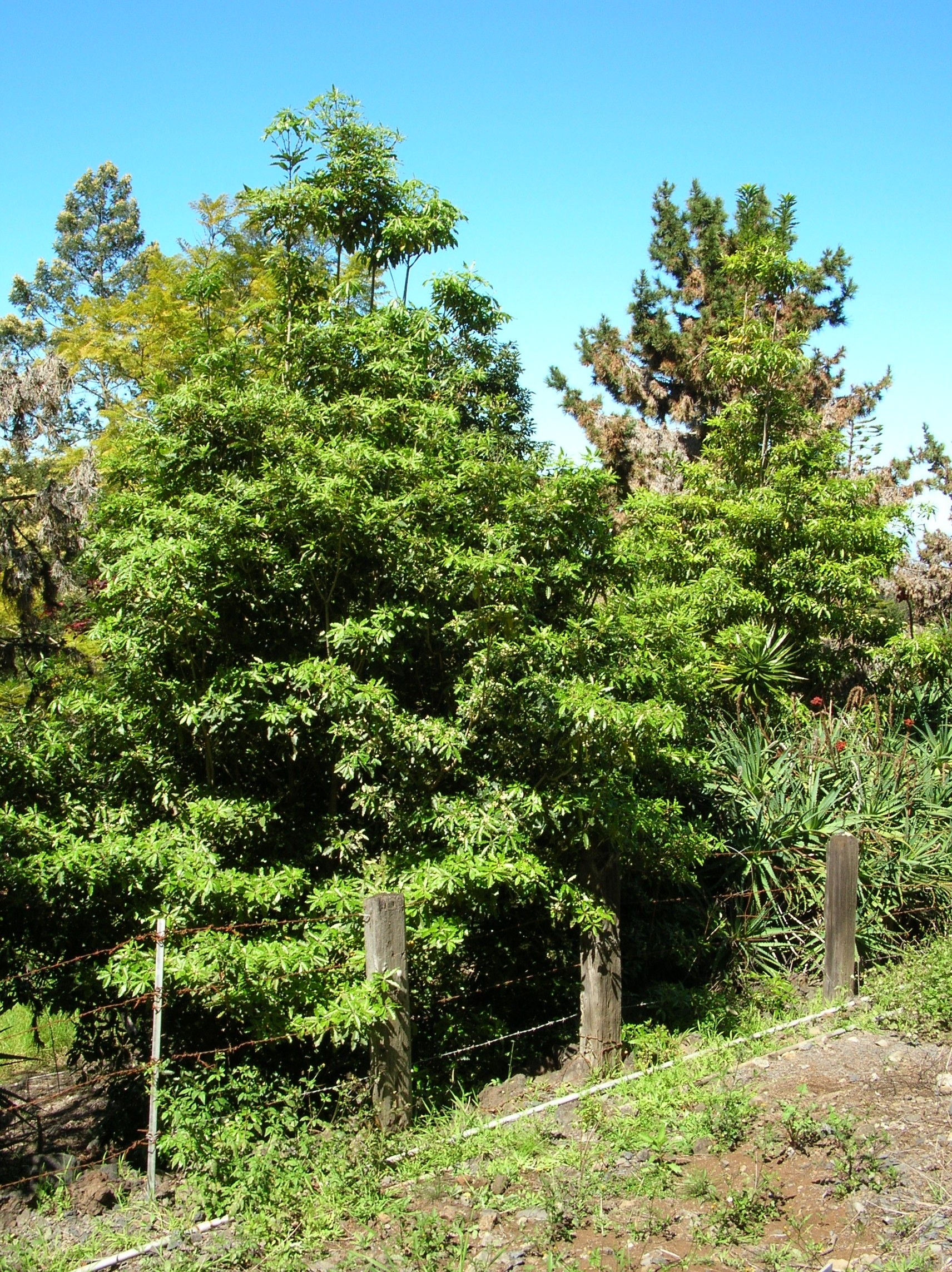
Vista geral.
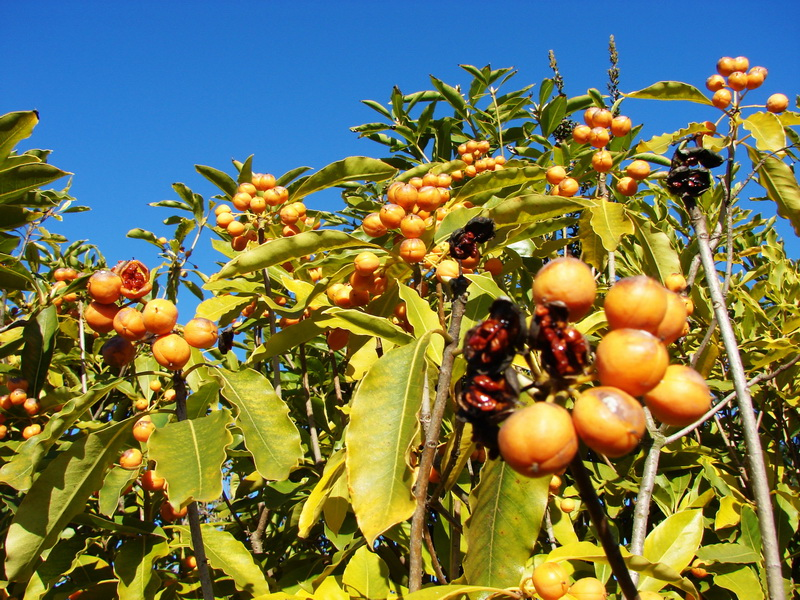
Frutos.